# Strongylinae
Die Strongylinae sind eine Unterfamilie parasitischer Fadenwürmer mit 269 Arten in 44 Gattungen. Es handelt sich um Darmparasiten bei Pferden, Elefanten, Beuteltieren und Straußen.

## Merkmale
Die Mundhöhle ist groß und rund oder annähernd rund. Die Mundöffnung ist direkt nach vorn gerichtet. Die obere Wand der Mundhöhle zeigt meist eine Dorsalleiste. Der Gang der rückenseitigen Speiseröhrendrüsen mündet nahe dem Mundwinkel. Die querverlaufende Halsfurche fehlt. Männchen haben eine gut entwickelte Bursa copulatrix. Die Vulva der Weibchen liegt im hinteren Körperbereich vor dem Anus. Die Ovijektoren sind Y-förmig.

## Systematik
Zu den Strongylinae gehören folgende Gattungen, zahlreiche davon sind monotypisch:
- Tribus Strongylini Baird, 1853 (Dvoinos, 1982)
  - Bidentostomum Tshoijo, 1957
  - Borania Ricci, 1939
  - Chabertiella Tadros, 1964
  - Choniangium Railliet, Henry & Bauche, 1914
  - Codiostomum Railliet & Henry, 1911
  - Craterostomum Boulenger, 1920
  - Crycophorus Chaves, 1930
  - Decrusia Lane, 1914
  - Dicerocola Round, 1962
  - Equinurbia Lane, 1914
  - Javellia Ricci, 1939
  - Maplestonema Johnston & Mawson, 1939
  - Oesophagodontus Railliet & Henry, 1902
  - Paradoxostrongylus Ozdikmen, 2010
  - Parapoteriostomum Hartwich, 1986
  - Rhinocerotonema Jiang, Yin & Kung, 1986
  - Skladnikia Ricci, 1939
  - Strongylus Mueller, 1780
  - Triodontophorus Looss, 1902
  - Tziminema Giuris-Andrade et al., 2018
  - Wuia Kung, 1959
  - Zebrincola Ricci, 1939
- Tribus Cyathostomini
  - Alocostoma Mawson, 1979
  - Caballonema Abuladze, 1937
  - Coronocyclus Hartwich, 1986
  - Cyathostomum Molin, 1861
  - Cylicocyclus Ihle, 1922
  - Cylicodontophorus Ihle, 1922
  - Cylicostephanus Ihle, 1922
  - Cylindropharynx Leiper, 1911
  - Gyalocephalus Looss, 1900
  - Hsiungia Kung & Yang, 1964
  - Petrovinema Ershov, 1943
  - Poteriostomum Quiel, 1919
  - Tridentoinfundibulum Tshoijo in Popova, 1958
  - Eucyathostomum Molin, 1861
  - Kiluluma Skryabin, 1916
  - Khalilia Neveu-Lemaire, 1924
  - Neomurshidia Chabaud, 1957
  - Quilonia Lane, 1914
  - Theileriana Moennig, 1924
  - Chapiniella Yamaguti, 1961
  - Sauricola Chapin, 1924